# 2001—2002年西南印度洋热带气旋季
2001—2002年西南印度洋热带气旋季是继1992年以来西南印度洋最早有风暴获得命名的气旋季。西南印度洋盆地东北部形成多场风暴，另外还有多场源于澳大利亚周边海域。西南印度洋是指赤道以南，东经90°以西的印度洋，这里平均每个气旋季会形成9场风暴，这次数量略高，有11场。气旋季期间共有73天有热带天气系统存在，远高于58天的平均值。
西南印度洋盆地的热带气旋由位于留尼汪的区域专责气象中心监测。气旋季于2001年11月1日开始，2002年4月30日结束，并且在毛里求斯和塞舌尔两地还要持续到5月15日。传统上这样的日期界定了一年中绝大多数热带气旋在西南印度洋盆地形成的时间段，但从实际情况看，本季正式开始前及结束后都有风暴形成。全季首场风暴得名“安德烈”（Andre），于10月下旬在澳大利亚海域形成，在该海域逗留期间获名热带气旋亚历克斯。气旋哈利是本季最强烈的风暴，也是21世纪形成的首场特强热带气旋，哈利袭击马达加斯加并造成3人遇难，但总体破坏程度小于预期。2002年1月，气旋迪娜重创马斯克林群岛，留尼汪受灾特别严重，降雨量高达2102毫米。作为本季最后一场风暴，气旋可辛尼吹袭了正处政治危机中的马达加斯加，夺走了33人的生命。

## 季节总结

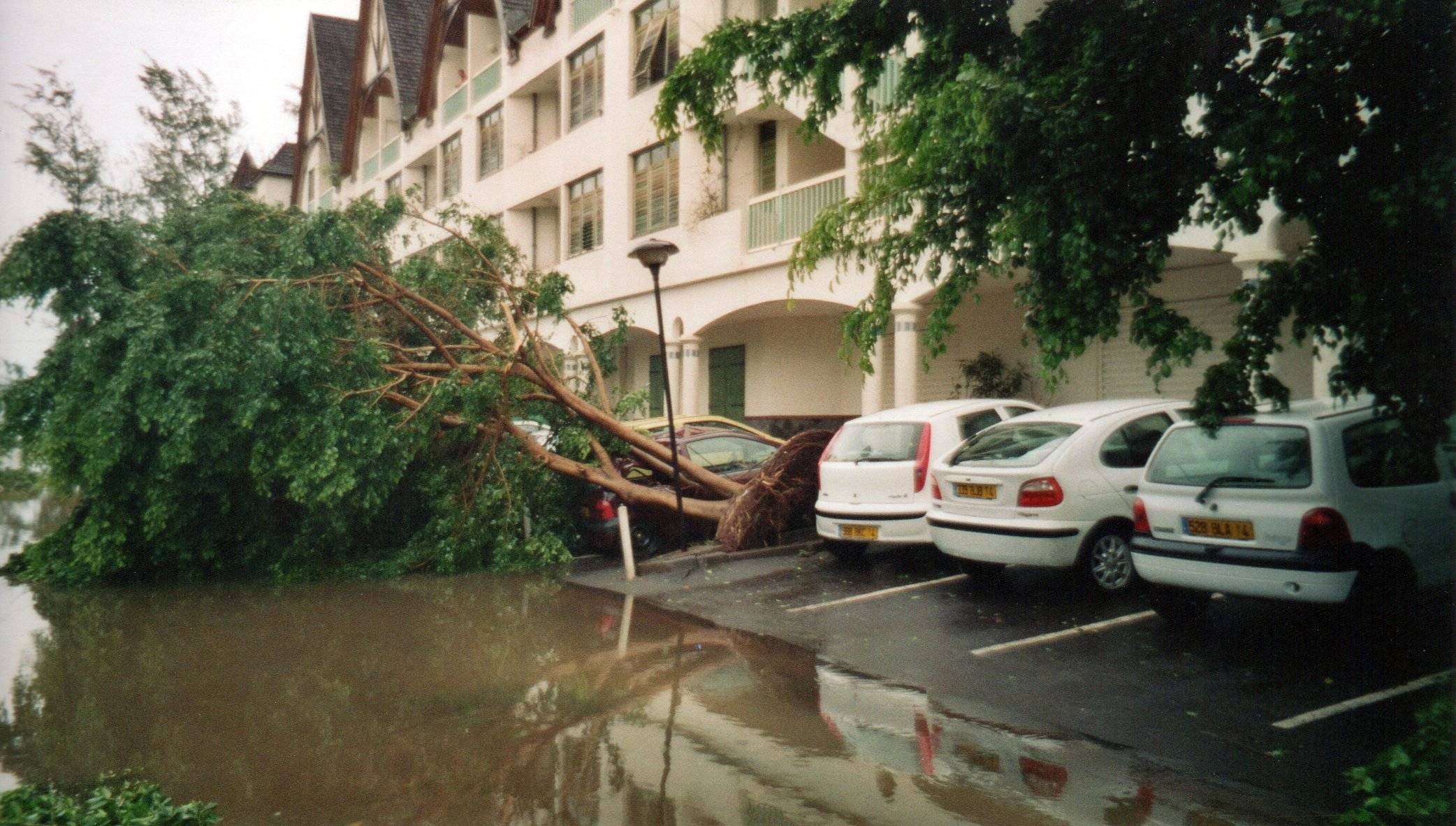
气旋迪娜重创留尼汪

法国气象局驻留尼汪气象办事处是西南印度洋的区域专责气象中心，负责追踪赤道以南，东经90°以西直至非洲东海岸之间海域形成的所有热带气旋。此外，由美国海军和空军联合组建的联合台风警报中心也会监控该海域的热带气旋并发布警报。2001－2002年西南印度洋热带气旋季结束后，该盆地气旋季的正式开始日期改为7月1日，这一日期是各热带气旋季之间的分界线。
虽然之前的几个气旋季都相对平静，但2001－2002年西南印度洋热带气旋季却非常活跃，形成了多个强烈热带气旋。全季共有11个天气系统获得命名，略高于平均值9个。有9个天气系统达到气旋强度，是30年来第2高的一次。法国气象局驻留尼汪气象办事处认为，无论是按天气系统的数量，还是按有热带气旋存在的日期来计算，本季都可以和1993－1994年气旋季相提并论。全季有73天存在热带气旋活动，比平均值高19天，比前一个气旋季高了一倍有余。本季有35天存在热带气旋强度的天气系统，这又比平均值要高15天。此外，有5个天气系统达到“强烈热带气旋”级别，其中气旋哈利还达到了“特强热带报气旋”标准。气旋季的天气活动分布相对均匀，并且有着1992年以来最早的开局。与大部分西南印度洋热带气旋季类似，本季的热带天气活动也是在1月下旬达到高潮。多个天气系统是在西南印度洋东半部形成，这点上与1993－1994年气旋季相同，但两者之间的不同之处在于，2001－2002年的大部分风暴自始至终都在海上徘徊，大幅降低了损失和人员伤亡。

## 风暴

### 强烈热带氣旋亚历克斯-安德烈
10月26日，澳大利亚气象局将澳大利亚海域的一股热带低气压归类为热带气旋并以“亚历克斯”（Alex）命名。起初系统所在洋面存在强烈风切变，所以无法得到显著增强。10月27日，风暴上空的对流已有所增长，系统也在几乎同一时间进入西南印度洋并被重新命名为“安德烈”（Andre），成为1992年以来该海域命名日期最早的风暴。据法国气象局驻留尼汪气象办事处记载，安德烈在达到10分钟持续风速每小时100公里的最高强度后开始因风切变增加而缓慢减弱。气旋逐渐向西南偏西方向移动，后又于10月29日转向西北，这时对流已经同风暴中心分离。安德烈缓慢行进，并在减弱成热带低气压后转向西南。10月31日晚，系统已不属热带天气系统，其残留继续向西南偏西前进，最终于11月8日由低压槽吸收。

### 热带气旋贝西-巴科
11月24日，季风槽在澳大利亚海域催生出一股热带低气压。系统向西南方向移动，于11月27日增强至热带气旋标准并获名“贝西”（Bessi）。两天后，贝西进入西南印度洋，于12月1日更名“巴科”（Bako）。巴科所在位置与之前的热带风暴安德烈接近，这里海水温暖，风切变较少，有利于气旋发展，系统于是在12月1日强化成强烈热带风暴。气象部门一度预测巴科会向西北方向移动，但实际情况恰恰，系统于12月2日转向东南，并于当晚进一步强化成本季第一个热带气旋。12月3日，由于行经洋面水温大幅降低，并且西北向风切变逐渐增多，巴科的强度回落到强烈热带风暴水平。12月5日，气旋进一步弱化为热带低气压，并于同日转变成温带气旋。法国气象局驻留尼汪气象办事处继续追踪巴科的残留直至12月9日止。

### 强烈热带风暴西普里安
12月25日，一股冷锋在莫桑比克海峡中部上空蜿蜒经过。海峡内有强度较弱的环流形成，到12月27日时已发展出中等强度对流。12月30日，法国气象局驻留尼汪气象办事处将这片低气压区归类为扰动天气区，再于2002年1月1日将之归类为热带低气压。联合台风警报中心也在12月31日清晨发布热带气旋形成警报，并于次日将系统归类为第08号热带气旋。系统继续东进，并很快从热带低气压强化为强烈热带风暴，马达加斯加气象局于1月1日将其命名为“西普里安”（Cyprien），风暴很快对马达加斯加西部构成严重威胁。由于风切变增多，气旋中的对流开始消散，西普里安的强度很快回落至热带低气压范围。风暴登陆马达加斯加西部，给该国带去暴雨。穆龍貝和穆龙达瓦共有841套民居被毁，损失总额估计有18万美元，但风暴没有导致人员丧生。

### 强烈热带气旋迪娜
1月15日，气象部门在查戈斯群岛附近洋面发现一股热带扰动。到了1月17日，系统已在向西南方向移动的过程中发展出足够对流，成为热带低气压。此后不久，气旋进入爆发性增强期，风力时速于1月18日超过120公里。1月20日，迪娜达到风速每小时210公里的最高强度，属强烈热带气旋标准。几小时后，风暴从罗德里格斯岛以北约150公里海域经过。1月21日，迪娜以强烈热带气旋强度掠过毛里求斯和留尼汪后转向南下，然后开始逐渐减弱，于1月25日转变成温带气旋。风暴残留加速向东北方向移动，最终于1月28日由极地低压槽吸收。
毛里求斯和留尼汪狂风肆虐、普降暴雨，遭受到大范围的“灾难性”破坏。毛里求斯全岛都在风暴期间停电，大量建筑物出现结构性损伤。该国农业和财物损失分别达到4700万美元和5000万美元。迪娜造成毛里求斯9人遇难，其中罗德里格斯岛近海5人，毛里求斯主岛4人。留尼汪受到了更大规模的破坏，当地3天内降雨量高达2102毫米。洪水摧毁了许多民房，还冲毁了多条道路，并造成灾难性的农业损失。时速高达280公里的破坏性狂风也中断了通讯。留尼汪共有6人死亡，经济损失估计达1.9亿美元。

### 热带气旋埃迪
1月20日，西南印度洋与澳大利亚海域交界之间的热带辐合带海域发展出天气系统。1月22日，系统环流的组织结构已有改善，法国气象局驻留尼汪气象办事处开始发布公告。由于受到南部的高压脊影响，系统向东南方向移动，逼近东经90°，但尚未经过便逐渐转向西南。1月23日，系统强化为热带低气压。低气压继续缓慢增强，于1月24日升级成热带风暴并获名“埃迪”（Eddy）。联合台风警报中心也于同日气旋转向南下时开始针对第11号热带气旋发布公告。经过一片存在中等强度风切变的海域后，埃迪进入更有利其发展的洋面上空，系统对流逐渐组织。1月26日清晨，法国气象局驻留尼汪气象办事处将埃迪升级成热带气旋，估计风暴之后达到的最高风速为每小时130公里。此后，由于风切变逐渐增多，系统强度回落到热带风暴标准并转朝西面方向前进。到了1月28日，系统环流已从对流中暴露出来，埃迪再次降级成热带低气压。低气压次日转向西南，于1月30日完全消散。

### 强烈热带气旋弗朗西斯卡
1月28日，科科斯群岛以东的澳大利亚海域形成一股低气压。上文所述的热带气旋埃迪也是一星期前在同一位置形成。由于南面的高压脊影响，低气压向西南偏西方向移动。1月30日，系统进入西南印度洋，由于受到风切变的束约而无法得到显著发展。1月31日，系统增强成热带低气压，联合台风警报中心也于当日晚上将之归类为第12号热带气旋。2月2日，风切变已经减少，低气压的对流因此增多，升级成热带风暴并获名“弗朗西斯卡”（Francesca）。风暴继续稳步增强，于2月3日达到热带气旋标准。次日，联合台风警报中心判断，弗朗西斯卡的强度已经达到飓风的最低标准。
由于有低压槽逼近，气旋转向东南，并且迅速发展出清晰的风眼。据法国气象局驻留尼汪气象办事处记载，弗朗西斯卡快速强化至强烈热带气旋标准，于2月4日达到风力时速185公里的最高强度。联合台风警报中心估计，风暴在迪戈加西亚岛东南方向约1065公里洋面时达到1分钟持续风速每小时215公里的最高强度。达到最高风速后不久，气旋开始减弱，风眼逐渐消失，其强度于2月7日降至热带气旋的最低标准。这天风暴强度有过小幅回升并一度发展出风眼，但持续的时间很短。受逐渐增多的风切变影响，弗朗西斯卡继续减弱，于2月9日降级成热带风暴。由于行经海域水温较低，风暴出现进一步减弱，中心上空的对流基本消失。2月11日，系统转变成温带气旋，其残留转向西南，于2月14日逐渐消散。

### 强烈热带气旋纪尧姆
2月13日，马达加斯加中东部上空存在多片低气压区，还有一片向西北方向穿越该国朝葛摩延伸的对流区。系统产生暴雨，图阿马西纳的12小时降雨量达250毫米。马约特首都马穆楚的24小时降雨量也有195毫米，岛上因此受到部分破坏，一座桥因此倒塌。风暴中心不断发展，组织结构相应改善。受马达加斯加上空的高压脊影响，系统向东北方向海域移动，行进路线很不寻常。2月14日，法国气象局驻留尼汪气象办事处将系统归类为扰动天气区，再于次日升级成热带扰动。2月15日晚，联合台风警报中心开始针对第15号热带气旋发布公告，次日清晨，法国气象局驻留尼汪气象办事处将热带扰动升级成第十号热带低气压。之后不久，马达加斯加气象局将低气压升级为热带风暴，并将之命名为“纪尧姆”（Guillame）。
2月16日晚，纪尧姆开始发展出尺寸很小的风眼，并在几乎同一时间转向东进。由于外界环境有利，外流格局良好，气旋迅速增强，并在转向东南的过程中发展成紧凑的热带气旋。2月17日，气旋内可能出现眼墙置换，其增强过程短暂中断，但次日就已恢复。纪尧姆的行进路线呈弧形，先是南下，之后又向西南移动。2月18日晚，风暴达到风力时速195公里的最高强度，属强烈热带气旋标准。次日，纪尧姆在毛里求斯以东约150公里洋面经过，然后因受逐渐逼近的低压槽影响转向东南。毛里求斯出现每小时78公里的大风，降雨量约71毫米，考虑到气旋曾到达离岛上很近的海域，这样的影响程度尚属温和。由于风切变增加，风暴开始弱化，于2月21日减退至低于热带气旋强度标准。因受逐渐增强的高压脊影响，纪尧姆转向西北，最终于2月23日消散。

### 特强热带气旋哈利
气旋哈利是本季最强烈的热带气旋，源于3月5日的季风槽。系统起初向西移动并逐渐增强，由于外界环境有利，气旋于3月7日迅速强化，发展出风眼和层次分明的外流。达到第一波最高强度后，风暴转朝西南方向的马达加斯加前进，在此期间因眼墙置换短暂减弱。3月10日，哈利再度强化，在马达加斯加以东近海达到风速每小时220公里的最高强度，成为2000年后西南印度洋的首场特强热带气旋。
达到最高强度后，哈利因与陆地相互影响而减弱，并从安塔拉哈东南方向吹袭马达加斯加。在陆地上空转向南下后，气旋很快重回大海。该国共有3人丧生，其中1人触电身亡。岛上有4座桥梁被毁，还有局部地区遭受严重的农作物损失。但考虑到风暴的强度，这样的破坏程度尚属轻微。短暂袭击马达加斯加后，哈利加速向东南前进，其环流的东部边缘从留尼汪上空经过。岛上山区降雨量高达1344毫米，但与海岸沿线地区相比还是少得多。降水引发洪灾，夺走了1人的生命，还有2万人失去供电。3月13日，哈利转变成温带气旋，但仍然是强烈的中纬度风暴，之后还继续存在了数天之久。

### 强烈热带气旋伊卡拉
3月21日，位于迪戈加西亚岛以东约1250公里的西南印度洋季风槽内迅速发展出一股热带扰动。受南面的高压脊影响，系统转向西南偏西，但因受中等强度风切变的影响而无法获得显著增强。对流缓慢组织，低气压于3月25日清晨强化成热带风暴并获名“伊卡拉”（Ikala）。这个时候风切变已经减少，只是其强度在早些时候还足以令对流无法覆盖风暴中心。3月25日，风暴因受逐渐逼近的冷锋影响转向东南，进入上层环境更有利于增强的海域。风暴中心上空的雷暴增多，到了3月26日，气旋开始发展出风眼。据法国气象局驻留尼汪气象办事处记载，伊卡拉于3月27日达到热带气旋标准，最高风速每小时165公里，联合台风警报中心估计，伊卡拉的1分钟持续风速最高值为每小时205公里。达到最高强度后不久，伊卡拉因前方风切变增多，空气变得干燥而迅速减弱，其强度于3月28日降至低于热带气旋水平。同日，风暴中心从对流中暴露出来，3月29日，伊卡拉转变成温带气旋。系统残留转向西南，再于3月31日回转东南，于4月3日被一片冷锋吸收。

### 热带气旋戴安-杰利
4月7日清晨，位于科科斯群島东北方向澳大利亚海域的季风槽发展出一股热带低气压。由于受到澳大利亚西海岸沿线上空的高压脊影响，系统向西南方向移动，并在这一过程中快速强化成热带风暴戴安。由于外界环境有利，气旋继续强化，于4月7日晚发展出小规模风眼。次日，风暴进入西南印度洋并被重新命名为“杰利”（Jery），于此后不久达到热带气旋强度，只是这时所在洋面的外界环境已经不再有利于爆发性增强。4月9日，法国气象局驻留尼汪气象办事处估计杰利达到10分钟持续风速每小时150公里的最高强度；联合台风警报中心在几乎同一时间估计系统的1分钟持续风速最高为每小时195公里。
达到最高强度后，杰利已经逐渐逼近一条高压脊的西部边缘并因此转向南下。由于有低压槽逼近，风暴上空的风切变增多，导致对流消失，中心也暴露出来。4月10日晚，系统强度已低于热带气旋标准，于次日转变成温带气旋。此后不久，风暴残留返回澳大利亚海域，于4月13日消散。

### 热带气旋可辛尼
气旋可辛尼是本季最后一场获得命名的风暴，于5月2日在赤道附近的一条低压槽内形成，该低压槽经马登－朱利安振荡增强，已经催生出另外3场风暴。系统起初向东南移动，之后因受逐渐增强的高压脊影响转向西南。5月6日，可辛尼强化成热带气旋，之后又出现减弱，气象部门预计系统不会再度增强。但到了5月9日，可辛尼发展出风眼并重新强化至热带气旋标准，达到风力时速130公里的最高强度后从安齐拉纳纳东南方向约60公里吹袭马达加斯加，成为有纪录以来西南印度洋第一个在5月登陆的热带气旋。可辛尼在穿越马达加斯加期间逐渐减弱，之后转向南下再度袭击该国，然后在5月11日逐渐消散。
马达加斯加普降暴雨，第2大城市图阿马西纳在3天时间内的总计降雨量达891毫米。该国东部因暴雨引发多场泥石流和洪灾，水稻和玉米作物受到破坏，约5000人无家可归。至少有33座桥梁被毁，许多道路受损。共有33人遇难，1200人受伤。气旋吹袭之时，马达加斯加正陷入政治危机，该国2001年总统大选的两大候选人都宣称自己获胜，在选举中落败的在任总统宣布迁都图阿马西纳，动荡的政治环境对救灾工作造成不利影响。

### 其他风暴

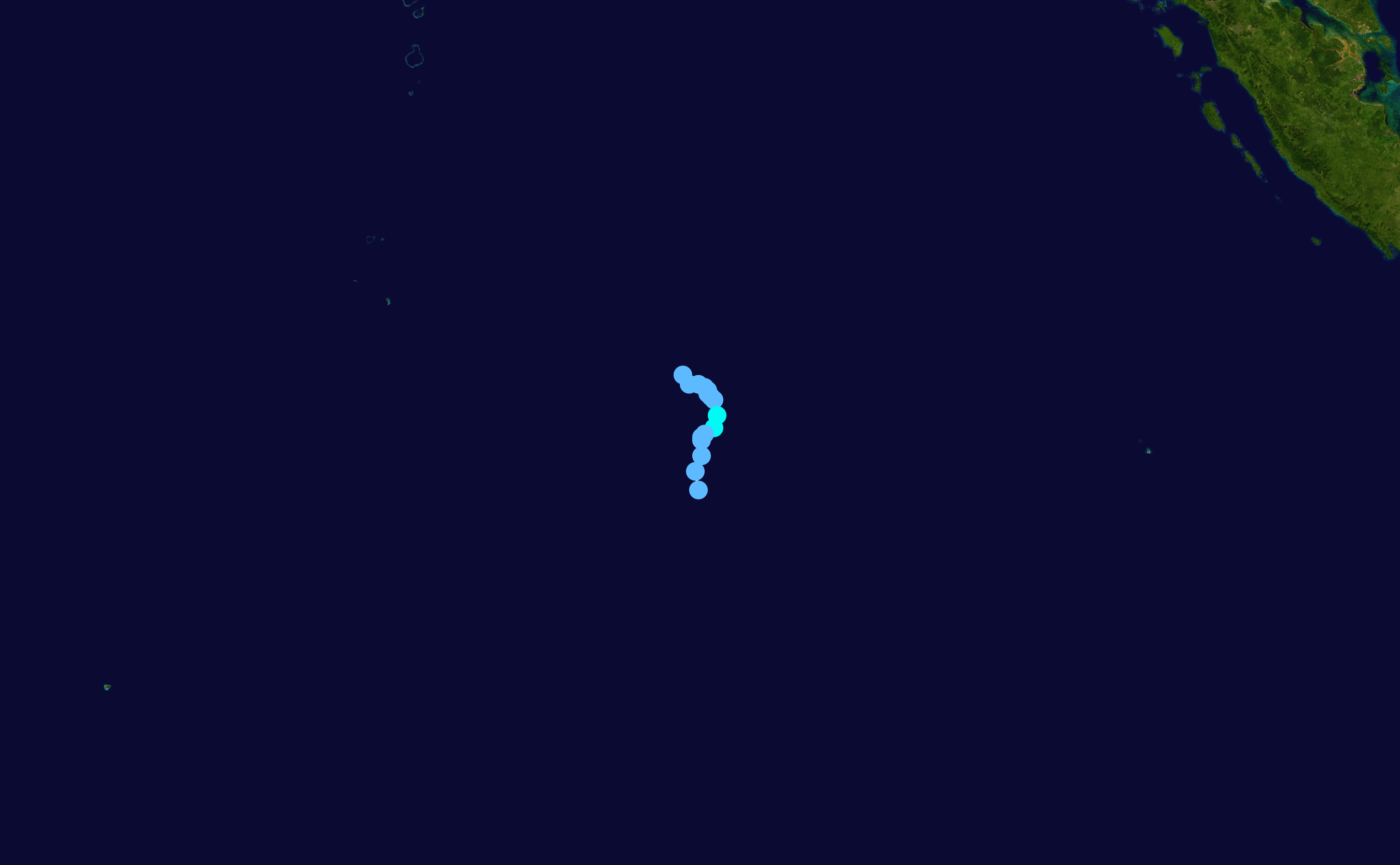
第一号热带低气压的行进路线

2001年10月上旬，迪戈加西亚岛以东发展出对流区。系统向西南方向移动并缓慢组织，对流围绕微弱的环流组织起来。10月3日晚，法国气象局驻留尼汪气象办事处将系统归类为扰动天气区。10月5日，该机构将之重划为热带扰动，之后又归类为第一号热带低气压。由于风切变的影响，部分环流暴露在外，但总体外流格局依然良好。协调世界时10月6日早上6点，联合台风警报中心开始针对第01号热带气旋发布公告，估计其风速约为每小时65公里。风切变令对流逐渐消失，法国气象局驻留尼汪气象办事处于是在10月7日将系统降级为热带扰动。次日，联合台风警报中心发布针对该系统的最后一份公告，称气旋正在消散。
11月15日，西南印度洋东部有扰动天气区形成。接下来几天里，系统强度基本保持不变，然后出现短暂强化，于11月21日成为热带低气压，但仅过了两天就已消散。联合台风警报中心将此系统归类为第04号热带气旋。
2月5日，莫桑比克海峡发展出热带低气压，法国气象局驻留尼汪气象办事处将其归类为第九号热带扰动。系统向东南方向移动，于2月6日逐渐消散。6月13日，迪戈加西亚岛东南偏东方向有热带扰动形成，这也是本气旋季形成的最后一个热带天气系统。扰动天气向南移动，气象部门在6月15日最后一次追踪到该系统。

## 风暴名称
西南印度洋的热带扰动达到中等热带风暴强度时就会得以命名。如果热带扰动达到中等热带风暴强度的位置在东经55°以西，那么位于马达加斯加的附属区域专责气象中心会为其命名；如果是在东经55°以东，90°以西，那么命名的权责就属于毛里求斯的附属区域专责气象中心。每年用来命名的名单都不同，所以也就无需将任何名称退役。以下列表中列出了本季的命名名单，没有使用的名称将以灰色显示。
|  | - Lalita（未用） - Mirana（未用） - Naly（未用） - Orelie（未用） - Parina（未用） - Quincy（未用） - Roger（未用） | - Solo（未用） - Teddy（未用） - Usha（未用） - Vero（未用） - Wendy（未用） - Xora（未用） - Yolande（未用） - Zaza（未用） |

## 季节影响
以下表格中列出了2001－2002年西南印度洋热带气旋季形成的所有热带或亚热带气旋信息，其中包括强度、存在周期、名称、影响区域、损失数额和死亡人数。大部分数据来自法国气象局驻留尼汪气象办事处，死亡人数和损失数额有些来自媒体报道，有些来自救灾部门统计，并折算成2002年美元。
| 風暴名稱        | 持續日期          | 最高強度     | 持續風速      | 氣壓                      | 影響地區                             | 損失 （美元） | 死亡人數 | 來源                |
| --------------- | ----------------- | ------------ | ------------- | ------------------------- | ------------------------------------ | ------------- | -------- | ------------------- |
| 一              | 10月3至7日        | 热带低气压   | 每小时55公里  | 998毫巴（29.47英寸汞柱）  | 无                                   | 无            | 无       | [ 31 ]              |
| 亚历克斯-安德烈 | 10月28日至11月8日 | 强烈热带风暴 | 每小时95公里  | 985毫巴（29.09英寸汞柱）  | 无                                   | 无            | 无       | [ 5 ]               |
| 三              | 11月15至23日      | 热带低气压   | 每小时55公里  | 998毫巴（29.47英寸汞柱）  | 无                                   | 无            | 无       | [ 32 ]              |
| 贝西-巴科       | 11月30日至12月5日 | 热带气旋     | 每小时120公里 | 968毫巴（28.59英寸汞柱）  | 无                                   | 无            | 无       | [ 5 ]               |
| 西普里安        | 12月30日至1月3日  | 强烈热带风暴 | 每小时100公里 | 980毫巴（28.94英寸汞柱）  | 马达加斯加                           | $18萬         | 无       | [ 5 ] [ 12 ] [ 15 ] |
| 迪娜            | 1月16至25日       | 强烈热带气旋 | 每小时215公里 | 910毫巴（26.87英寸汞柱）  | 毛里求斯、留尼汪                     | $2.87億       | 15       | [ 5 ]               |
| 埃迪            | 1月22至30日       | 热带气旋     | 每小时130公里 | 965毫巴（28.5英寸汞柱）   | 无                                   | 无            | 无       | [ 5 ]               |
| 弗朗西斯卡      | 1月30日至2月11日  | 强烈热带气旋 | 每小时195公里 | 925毫巴（27.32英寸汞柱）  | 无                                   | 无            | 无       | [ 5 ]               |
| 九              | 2月5至6日         | 热带扰动     | 每小时45公里  | 1005毫巴（29.68英寸汞柱） | 无                                   | 无            | 无       | [ 20 ]              |
| 纪尧姆          | 2月14日至23日     | 强烈热带气旋 | 每小时205公里 | 920毫巴（27.17英寸汞柱）  | 马达加斯加、科摩罗、毛里求斯、留尼汪 | 未知          | 无       | [ 5 ]               |
| 哈利            | 3月3至13日        | 特强热带气旋 | 每小时220公里 | 905毫巴（26.72英寸汞柱）  | 马达加斯加、毛里求斯、留尼汪         | 未知          | 4        | [ 5 ]               |
| 伊卡拉          | 3月21至29日       | 强烈热带气旋 | 每小时165公里 | 945毫巴（27.91英寸汞柱）  | 无                                   | 无            | 无       | [ 5 ]               |
| 戴安-杰利       | 4月9至11日        | 热带气旋     | 每小时150公里 | 955毫巴（28.2英寸汞柱）   | 无                                   | 无            | 无       | [ 5 ]               |
| 可辛尼          | 5月2至11日        | 热带气旋     | 每小时140公里 | 965毫巴（28.5英寸汞柱）   | 马达加斯加                           | 未知          | 33       | [ 5 ]               |
| 十五            | 6月13至15日       | 热带扰动     | 每小时45公里  | 1000毫巴（29.53英寸汞柱） | 无                                   | 无            | 无       | [ 36 ]              |
| 季節總結        |                   |              |               |                           |                                      |               |          |                     |
| 15个天气系统    | 10月3日至6月15日  |              | 每小时220公里 | 905毫巴（26.72英寸汞柱）  |                                      | $2.87亿       | 52       |                     |